# Batalla de Toba-Fushimi
La batalla de Toba-Fushimi (鳥羽・伏見の戦い Toba-Fushimi no Tatakai?) fue una decisiva batalla de la Guerra Boshin; por su importancia en el desarrollo de la guerra y en la caída del régimen shogunal, esta batalla contribuyó poderosamente a cambiar el curso de la historia de Japón.
La batalla se desarrolló entre el 27 de enero y el 31 de enero de 1868 (entre el 3 de enero y el 7 de enero según el calendario lunar que usaban los japoneses), en los suburbios de la ciudad japonesa de Kioto (en la actualidad, los escenarios de la batalla están enclavados dentro de la propia ciudad).

## Antecedentes históricos
En Japón en 1185, se instauró un sistema de gobierno conocido como shogunato, donde el emperador de Japón era una simple figura nominal o decorativa, sin ningún poder político efectivo pues el verdadero gobernante de Japón en este sistema era una figura llamada shōgun. El shōgun era un dictador militar vitalicio y hereditario, por lo que cada shōgun era sucedido por uno de sus hijos u otro descendiente. Por eso mismo existía una dinastía de shōgunes, la familia que ejercía el poder real; esa familia era la dinastía Tokugawa, que ejercía el poder desde 1603, cuando Tokugawa Ieyasu se convirtió en shōgun, inaugurando así el shogunato Tokugawa.
Aparte de ser una dictadura militar vitalicia y hereditaria, el shogunato también era un sistema feudal. Japón se encontraba dividida en cientos de territorios, cada uno de esos territorios o provincias se denominaba han y era gobernado por un daimyō, un señor feudal que gobernaba su territorio con amplios poderes y que solo debía rendir cuentas al shōgun, a quien estaba ligado por un juramento de lealtad. El cargo de daimyō también era vitalicio y hereditario, pero para que el hijo de un daimyō pudiera suceder a su padre debía pedir autorización al shōgun y jurarle lealtad en persona, luego de la muerte de su padre. Había entre 200 y 300 han con sus respectivos daimios en el Período Edo.
Otra característica del shogunato Tokugawa era el Sakoku, la política de aislamiento total del país del extranjero, que prohibía bajo pena de muerte la entrada o salida de Japón de cualquier persona japonesa o extranjera, con la excepción de unos pocos comerciantes neerlandeses que realizaban un comercio muy restringido con el país. Esto mantuvo al Japón sumido prácticamente en la Edad Media hasta mediados del siglo XIX, con un gran retraso frente a los países del mundo occidental. Pero en 1853 una flota de la Armada de los Estados Unidos comandada por el comodoro Matthew Perry arribó a los puertos japoneses y amenazó con usar la fuerza para obligar a Japón a comerciar con los Estados Unidos y terminar así el aislamiento del país; el régimen shogunal de los Tokugawa se rindió ante la amenaza y firmó el Tratado de Kanagawa que abrió el país al extranjero. Pero aquello también significó el comienzo de la decadencia del shogunato Tokugawa porque muchos sectores patrióticos consideraron que el régimen ya no podía proteger la independencia y la soberanía del país frente a la amenaza de las potencias occidentales (en plena expansión colonialista europea); y que la única forma de defender a Japón era derrocando al shogunato para así poder implantar reformas radicales para modernizar al país y hacerlo más fuerte ante sus potenciales enemigos.
Así que a partir de 1853 el shogunato Tokugawa se sumergió en un período de decadencia conocido como el Bakumatsu; durante ese turbulento período los subversivos enemigos del régimen Tokugawa se agruparon en lo que se conoció como el Ishin Shishi. Los partidarios del Ishin Shishi pretendían derrocar al shogunato para supuestamente devolver el poder político al Emperador de Japón; pero en realidad querían usar al Emperador para que los líderes del movimiento controlaran el gobierno y ejercieran el poder efectivo, convertidos en Ministros imperiales. La filosofía política que inspiraba a los rebeldes era Sonnō jōi, traducido como: "Reverenciad al Emperador, expulsad a los bárbaros", ya que defendían la devolución de poderes al Emperador y la expulsión de los extranjeros que se habían hecho fuertes gracias a la debilidad del shogunato. Entre los líderes del movimiento rebelde estaban los daimios disidentes de algunos han, como los de Chōshū y Satsuma; ambas regiones se convirtieron en bastiones del movimiento subversivo anti-shogunal.
Los enfrentamientos armados, conspiraciones y atentados se sucedieron pero sin desembocar en un enfrentamiento generalizado; hasta que los acontecimientos se precipitaron. El 9 de noviembre de 1867 el entonces adolescente Emperador Meiji ordenó de forma secreta a Chōshū y Satsuma "la muerte del traidor Yoshinobu"; en referencia a Tokugawa Yoshinobu, el Shōgun de ese momento. Pero Yoshinobu renunció a su autoridad y se la entregó al Emperador Meiji. Sin embargo, el gobierno del shogunato y la familia Tokugawa seguían conservando mucho poder, por lo que los radicales de Chōshū y Satsuma tomaron el control del Palacio Imperial en Kioto (bajo el shogunato el Emperador tenía su residencia en Kioto y el Shōgun en Edo, actual Tokio) el 3 de enero de 1868; y al día siguiente hicieron que el Emperador Meiji declarara la restauración de su poder absoluto. Luego se tomaron otras medidas radicales, como la abolición del título de Shōgun y la confiscación de las tierras de Yoshinobu.
El 17 de enero de 1868 Yoshinobu declaró la restauración ilegal y así comenzó la guerra civil, la Guerra Boshin, entre los partidarios del gobierno del Shōgun y los rebeldes agrupados en torno al Emperador Meiji. Como respuesta a la violencia desatada en Edo (Tokio) por numerosos rōnin que trabajaban para Satsuma como agentes provocadores, y para detener la Restauración Meiji "liberando" al adolescente Emperador de la influencia de los rebeldes; el 24 de enero Yoshinobu (que se encontraba en el Castillo Osaka) movilizó a su Ejército y lo envió a Kioto, sede de la corte imperial y cuartel general de los rebeldes de Chōshū y Satsuma. El propósito formal del ejército enviado por el Shōgun Yoshinobu era entregar una carta al Emperador Meiji advirtiéndole de las intrigas de Satsuma y sus aliados.
Las fuerzas de Chōshū, Satsuma y Tosa (otro Han gobernado por un Daimyō rebelde) se unieron y constituyeron el Ejército Imperial, que marchó al encuentro del Ejército Shogunal en las afueras de Kioto.

## Preparativos y ejércitos enfrentados

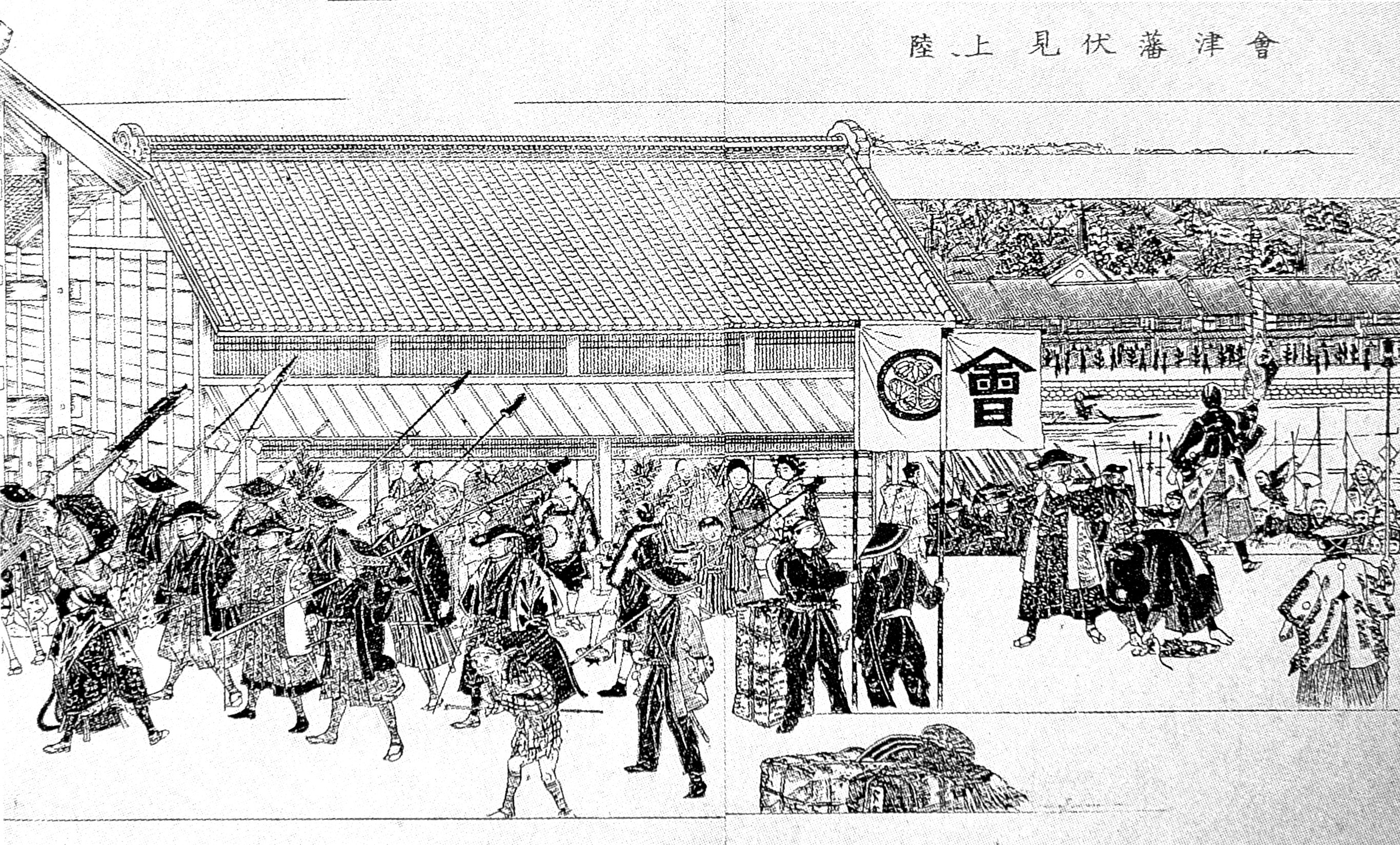
Tropas de Aizu (integradas en el Ejército Shogunal) desembarcan en Fushimi: una combinación de samuráis antiguos con picas (a la izquierda), y de tropas modernas con armas de fuego (que aparecen a la derecha).

El Ejército Shogunal estaba formado por entre 10 000 y 15 000 hombres y superaba al menos por 3 a 1 al Ejército Imperial (constituido por las fuerzas de Chōshū, Satsuma y Tosa). La mayoría de los soldados del Ejército Shogunal provenían de Kuwana y Aizu (dos han gobernados por daimios que apoyaban al Shōgun), además de irregulares del Shinsengumi (la policía política especial del régimen shogunal). Aunque algunos de los soldados shogunales fueran mercenarios, los otros habían recibido entrenamiento por parte de asesores militares franceses traídos al país por el régimen shogunal para reformar sus fuerzas armadas. La mayoría de los hombres de las fuerzas shogunales desplegados en las líneas de combate estaban armados a la manera arcaica japonesa, con naginatas y diferentes tipos de espadas japonesas (katanas, tachis, wakizashis, Ōdachis, nodachis, etc.). Es importante notar que no había una intención claramente definida de luchar por parte de los shogunales, atestiguada por el hecho que muchos de los hombres en la vanguardia tenían sus rifles vacíos.
Por su parte el Ejército Imperialista de Meiji, aunque en desventaja en número, tenía una importante ventaja en otros sentidos. Los líderes de Satsuma y Chōshū, a pesar de su xenofobia, habían sido más rápidos, radicales y efectivos que sus enemigos shogunales a la hora de adoptar la tecnología militar occidental y su entrenamiento. Chōshū y Satsuma habían ido muy lejos a la hora de darle la espalda a las arcaicas normas que regían la forma de hacer la guerra en Japón; hasta entonces el oficio de las armas era exclusivo de la clase guerrera de los samuráis, pero los líderes de la Revolución Meiji tenían mucho tiempo reclutando a simples campesinos para formarlos como soldados modernos al estilo occidental de sus milicias rebeldes. Por lo tanto, el Ejército Imperial era una mezcla de samuráis y soldados campesinos. Además, así como los shogunales habían recibido algún entrenamiento y formación de asesores militares franceses, las fuerzas imperiales habían recibido entrenamiento de algunos asesores militares ingleses.
Pero lo más importante y decisivo es que los entre 3500 y 5000 hombres del Ejército Imperialista fueron totalmente modernizados en su armamento con obuses Armstrong (de fabricación británica), fusiles Minié (de fabricación francesa) y ametralladoras Gatling (de fabricación estadounidense). Aquello les daba una considerable ventaja sobre las tropas shogunales, que tenían muchas menos armas de fuego y que en su mayoría iban armados con armas blancas japonesas.

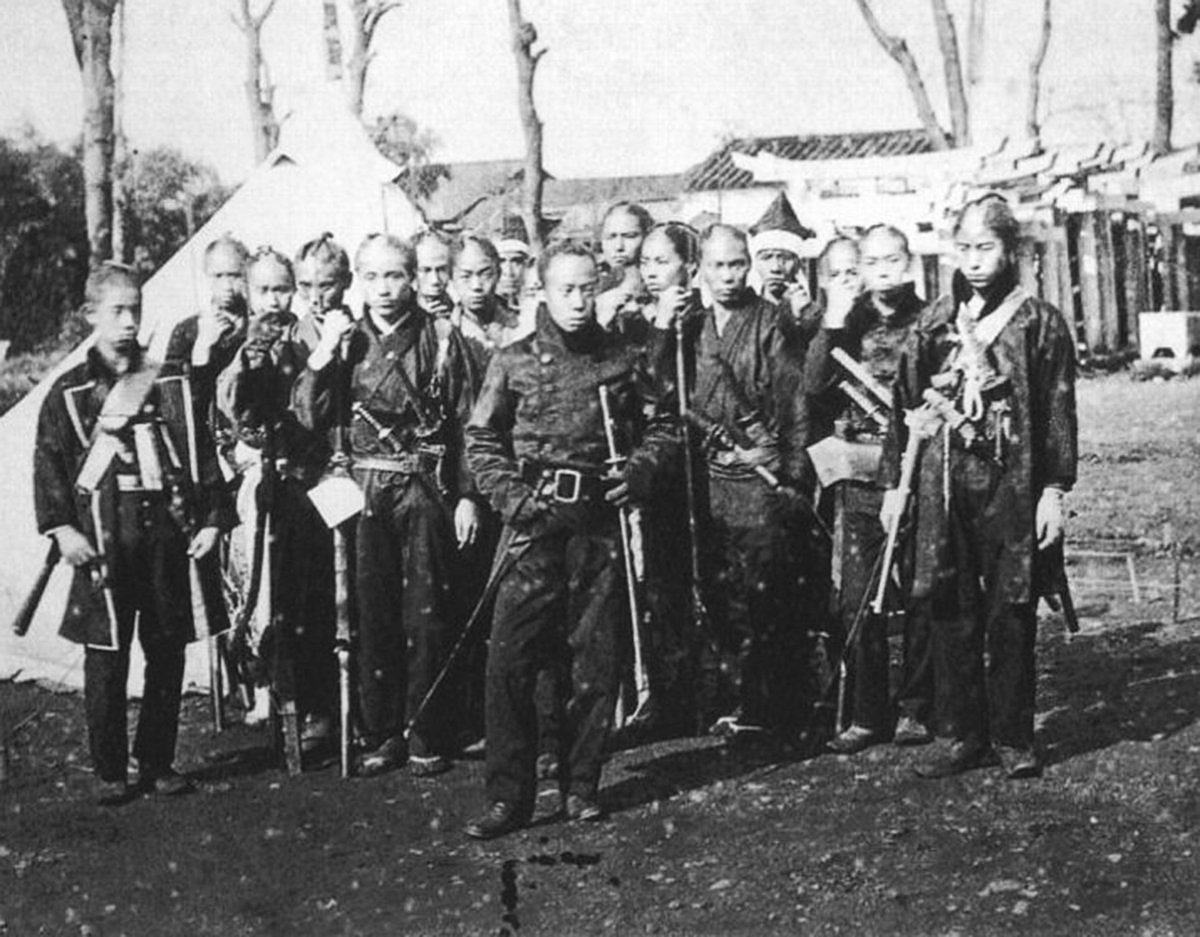
Soldados shogunales con uniformes inspirados en el estilo occidental de la época.

## 27 de enero. Primer día
Entre 2000 y 2500 hombres del Ejército Shogunal se dirigieron a Toba bajo el mando del vicecomandante shogunal Ōkubo Tadayuki. La vanguardia de esa fuerza estaba formada por alrededor de 1700 hombres, una gran parte de los cuales (400 hombres) eran efectivos del Mimawarigumi (una organización o facción pro-Tokugawa similar al Shinsengumi, que estaba bajo el mando de Sasaki Tadasaburo); detrás del Mimawarigumi marchaban dos batallones de infantería (que marchaban con los rifles descargados pues no esperaban un choque) y ocho compañías de Kuwana con cuatro cañones. Alrededor de las 17:00 horas (cinco de la tarde) hora local, del 27 de enero de 1868 ésta vanguardia shogunal se acercó a un poste de barrera defendido por las fuerzas de Satsuma.
La barrera se encontraba ubicada para proteger y bloquear la entrada del puente de Koeda, en Toba (en el actual barrio de Minami-ku en la ciudad de Kioto); la fuerza de Satsuma que resguardaba el puente estaba formada por 900 hombres y disponían de cuatro cañones. El comandante shogunal pensó que los imperialistas le cederían el paso al verse enfrentados a fuerzas superiores. Pero lo que ocurrió fue que, después de negarle a la fuerza shogunal el permiso de pasar pacíficamente, la fuerza de Satsuma abrió fuego desde el flanco.
Un disparo de obús de Satsuma explotó sobre una cureña que estaba en ese momento al lado del caballo del comandante shogunal del área de Toba, Takigawa Tomotaka, haciendo que el caballo lanzara al suelo a Takigawa y huyera. El caballo asustado se desmadró, sumiendo a la columna shogunal en el pánico y el desorden.

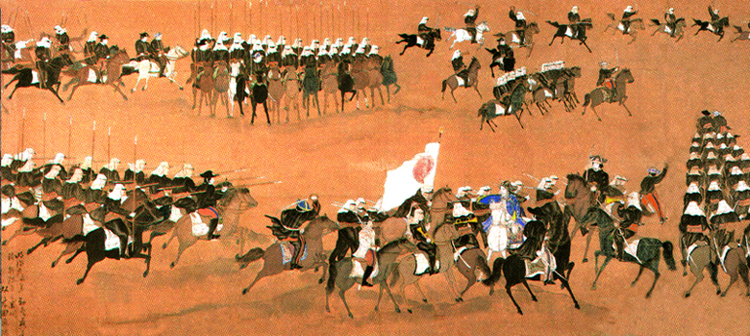
Denshūtai cuerpo de caballería de élite shogunal entrenado por asesores militares franceses.

Sasaki ordenó a sus hombres cargar contra los artilleros de Satsuma, pero ya que el Mimawarigumi fue armado sólo con lanzas y espadas, sus hombres fueron masacrados en masa. Sin embargo, las fuerzas del daimio pro-shogunal de Kuwana y una unidad bajo el mando de Kubota Shigeaki mantuvieron sus posiciones, haciendo que la furiosa escaramuza terminara sin arrojar un resultado concluyente. Estos debieron ser los primeros disparos de la Guerra Boshin.
Durante el mismo día las fuerzas de Satsuma y Chōshū desplegadas más al sur, en Fushimi (la actual Fushimi-ku, otra entidad local menor de la ciudad de Kioto), lucharon también de forma inconclusa contra las fuerzas shogunales de su área.
En Fushimi la fuerza de Satsuma, bien armada con artillería moderna, estaba situada en Gokôgû. Esta posición era la cima de una montaña, una ubicación que era más alta que Fushumi Bugyo (la Oficina del Magistrado) que era el lugar donde se posicionaron las tropas shogunales. Por lo tanto, las fuerzas de Satsuma eran capaces de detectar a sus enemigos y abrir fuego contra ellos desde terreno elevado, mientras que los shogunales tenían dificultades para establecer una línea de visión a las fuerzas de Satsuma. Entonces la fuerza shogunal del Shinsengumi decidió atacar directamente a las fuerzas de Satsuma. Este temerario ataque contra una posición bien fortificada erizada de armas de fuego y de artillería y ubicada en una colina tuvo resultados predecibles, y el Shinsengumi sufrió graves perdidas. 20 de sus hombres resultaron muertos. Sorprendentemente el comandante de las tropas shogunales en el área de Fushimi, Takenaka Shigetaka, estuvo ausente durante la batalla. La ausencia y la incompetencia de sus comandantes fue una grave desventaja para las tropas shogunales en Toba y en Fushimi. Las tropas del Ejército Shogunal se retiraron a Yodo (actualmente un barrio de Kioto) durante la noche.

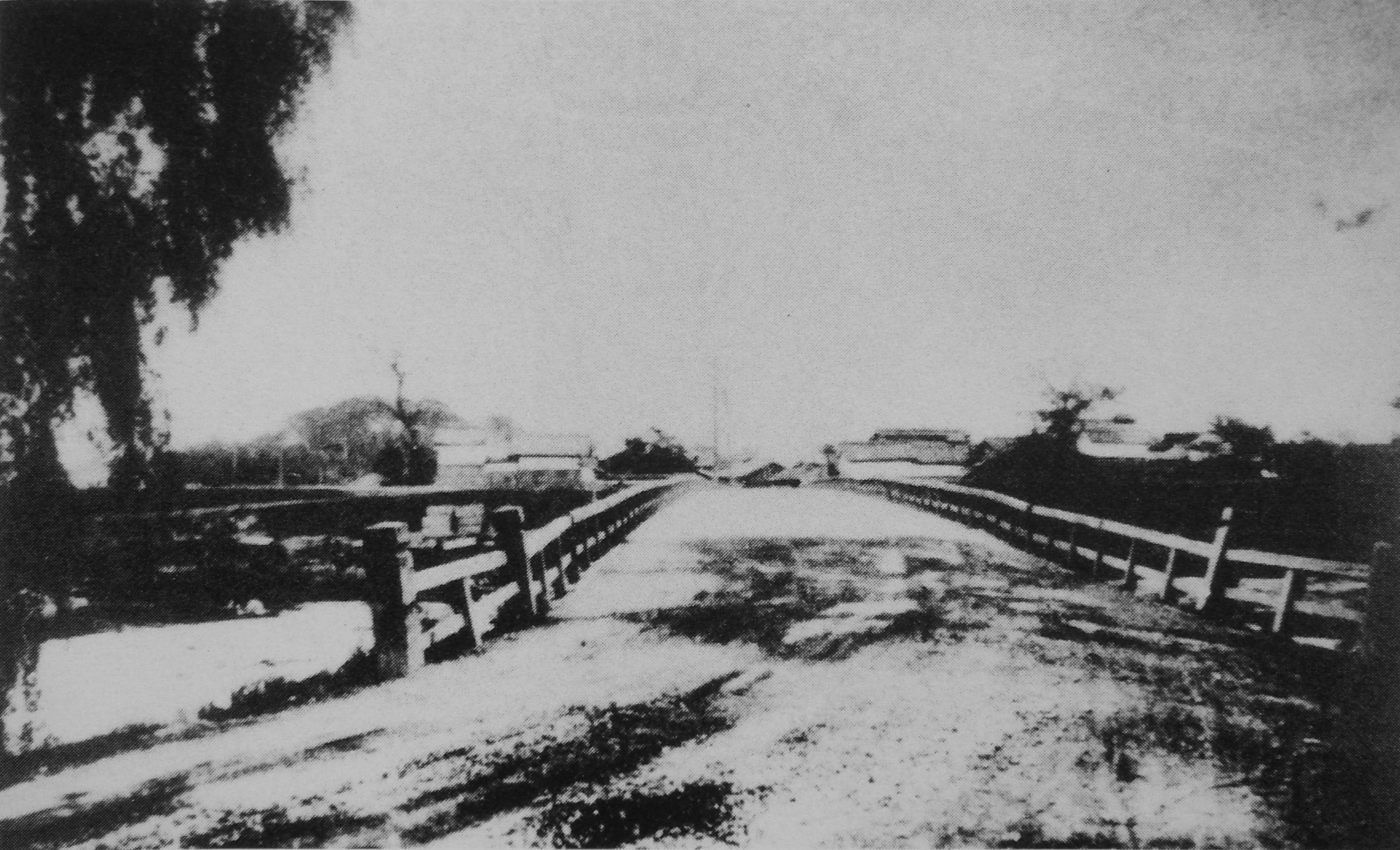
Puente Koedabashi, donde comenzaron los enfrentamientos, en una fotografía de 1867.

## 28 de enero. Segundo día
El 28 de enero Iwakura Tomomi dio a Saigō Takamori y a Ōkubo Toshimichi (comandantes imperialistas) órdenes falsificadas del Emperador Meiji en las que se proclamaba tanto al Shōgun Yoshinobu como a sus seguidores enemigos de la Corte Imperial, autorizando su supresión por la fuerza, y concediendo a las fuerzas de Chōshū y Satsuma el uso de las banderas con el brocado imperial. Estas banderas con el brocado imperial también habían sido falsificadas unos meses antes por Ōkubo Toshimichi y almacenadas en el dominio de Chōshū y en la residencia oficial de Satsuma en Kioto hasta que la oportunidad apropiada se presentara.
Además, el Príncipe Imperial Yoshiaki (Komatsu Akihito), para ese entonces un adolescente de 12 años de edad que había vivido como un monje budista en el templo de Ninna-ji, fue nombrado Comandante en Jefe del Ejército Imperialista formado por Chōshū y Satsuma. A pesar de que el casi niño príncipe (un miembro de una rama de la Familia imperial japonesa que era elegible para la sucesión al trono) no tenía experiencia militar, su nombramiento meramente nominal transformaba efectivamente la alianza de Chōshū-Satsuma en un verdadero Ejército Imperial (Kangun). Se corrió la noticia de que el Emperador Meiji le había dado una espada a su pariente Yoshiaki como símbolo de su nombramiento.
La aparición de la bandera imperial en la primera línea de las fuerzas de Satsuma y Chōshū, y la noticia del nombramiento del Príncipe Yoshiaki, fueron un golpe psicológico devastador en la moral de las fuerzas shogunales; ya que ahora las fuerzas de Satsuma y Chōshū eran efectivamente un Ejército Imperial, y cualquier persona que disparara contra ese ejército se convertiría automáticamente en un traidor al Emperador y un rebelde contra el trono imperial. La confusión y el desorden se apoderaron de una buena parte de las filas shogunales, y muchos soldados shogunales desertaron para no convertirse en traidores al Emperador; así que la operación de guerra psicológica ejecutada por los imperialistas tuvo un gran éxito.

## 29 de enero. Tercer día
Durante el tercer día de la batalla ambos bandos se habían trabado en un duelo de artillería y parecían emparejados. Alrededor del mediodía apareció la bandera con el brocado imperial detrás de las líneas de Satsuma-Chōshū. Al principio, ningún bando reconoció la extraña bandera. Mensajeros tuvieron que ser enviados a los dos lados para explicar lo que era. Las fuerzas shogunales se sumieron en la confusión, y las fuerzas de Satsuma-Chōshū, con la moral más alta, blandieron sus espadas y cargaron contra las líneas shogunales. Las fuerzas shogunales intentaron un contraataque, pero se vieron obligadas a retirarse en desorden.

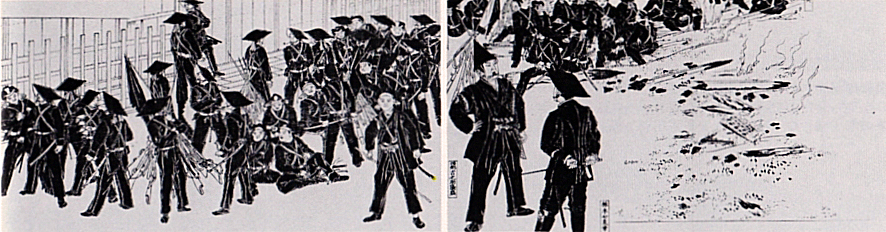
Saigō Takamori (con casco alto) inspecciona las tropas de Chōshū en Fushimi.

Las derrotadas tropas shogunales intentaron entrar al Castillo de Yodo (en la actual Fushimi-ku). El castillo era la residencia de Inaba Masakuni, el Daimyō del Han de Yodo (que ocupaba parte del sur de la actual Prefectura de Kioto); Inaba había sido un Daimyō leal al régimen shogunal y había ocupado el cargo de Rōjū (uno de los más altos cargos del régimen shogunal Tokugawa). Inaba se encontraba en ese momento en la ciudad de Edo. El castillo se negó a abrir sus puertas, y las tropas shogunales tuvieron que retirarse al sur.

## 30 y 31 de enero. Traición y abandono
El 30 de enero la traición del clan Tōdō fue el golpe de gracia definitivo contra las diezmadas y desmoralizadas fuerzas shogunales. El clan Tōdō era la familia que gobernaba el Han de Tsu, y su líder para aquel entonces era Tōdō Takayuki, Daimyō de Tsu; Takayuki traicionó a la causa shogunal y se cambió de bando, uniendo sus fuerzas a las tropas imperiales de Satsuma-Chōshū. La desmoralización y el derrotismo se acrecentarón con las noticias de nuevas traiciones. Clanes hasta entonces neutrales tomaron partido por la causa de la Restauración Meiji, y muchos han occidentales unieron sus fuerzas a las tropas imperiales.
Cuando las tropas shogunales en retirada llegaron a Osaka, ya su amo, el Shōgun Yoshinobu, había huido. Otros altos cargos del régimen shogunal huyeron del Castillo Osaka y tomaron secretamente un barco a Edo. Esto fue un shock para las tropas shogunales; al verse abandonados por todos sus dirigentes, del Shōgun para abajo, su voluntad de luchar fue minada. Para el 31 de enero ya todo había terminado y la derrota de los shogunales era absoluta.

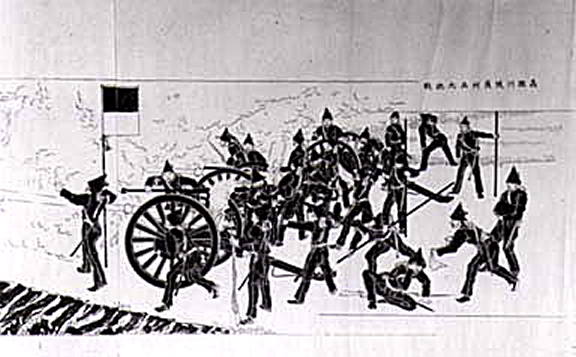
Una batería de Satsuma en acción.

## Consecuencias
La batalla de Toba-Fushimi tuvo unas consecuencias desproporcionadamente grandes para su escala real. El prestigio y la moral del régimen shogunal fueron gravemente socavados, y muchos daimios que habían permanecido neutrales se declararon favorables a la causa del emperador Meiji y ofrecieron el apoyo militar de sus fuerzas a las tropas imperiales ansiosos por demostrar su nueva lealtad. El Castillo de Osaka, un importante símbolo de la hegemonía shogunal Tokugawa sobre el occidente de Japón, cayó en manos de las fuerzas imperiales. La victoria favoreció una solución militar en lugar de un compromiso político para solucionar el conflicto.
Al ser destruido en la batalla de Toba-Fushimi el ejército shogunal enviado contra Kioto, no quedó ninguna fuerza shogunal importante en el camino entre Kioto y Edo; por lo que el Ejército Imperial marchó sin problemas hacia Edo, la capital shogunal. La intención del Ejército Imperial era asediar la ciudad y conquistarla a sangre y fuego de ser necesario. Pero no hizo falta. El Shōgun Yoshinobu se colocó en confinamiento voluntario y manifestó su sumisión a la Corte Imperial; luego negoció por intermedio de un miembro de su familia la rendición total y la entrega del Castillo Edo y del resto de la ciudad a las fuerzas imperiales. Con ello Yoshinobu se convirtió en el último Shōgun y el sistema de gobierno que había regido los destinos de Japón por casi 700 años desapareció (Yoshinobu pasaría la mayor parte del resto de su vida en arresto domiciliario, hasta que ya viejo sería liberado de su confinamiento y rehabilitado con un título nobiliario otorgado por el emperador). El acuerdo evitó la destrucción de la ciudad de Edo.
Aun así la guerra continuó, porque antiguas fuerzas shogunales ofrecieron una dura resistencia en diferentes lugares del país; pero era una lucha desesperada y a la defensiva, ya que carecían de líder y de una causa clara. Incluso una de esas fuerzas cambió su ideología por una republicana y secesionista, y proclamaron la independencia de un nuevo estado soberano en el norte de Japón, la República de Ezo (que tuvo corta vida, aplastada por las fuerzas imperiales).
En poco más de un año las fuerzas imperiales sometieron y destruyeron todos los reductos de la resistencia shogunal, y pacificaron el país terminando con la guerra; lo que permitió al nuevo régimen imperial iniciar las radicales reformas que hicieron nacer al Japón moderno. Todo gracias a que la causa shogunal había quedado herida de muerte en la batalla de Toba-Fushimi, por lo que pocas batallas han sido tan decisivas en la historia japonesa.